# Дмитрык, Эдвард
Эдвард Дмитрык (Дмытрык, Дмитрик, англ. Edward Dmytryk, укр. Едвард Дмитрик; 4 сентября 1908, Гранд-Форкс, Британская Колумбия, Канада — 1 июля 1999, Энсино, Калифорния, США) — американский кинорежиссёр украинского происхождения, известный своими картинами 1940-х годов в жанре «чёрного фильма» (нуар). Входил в «Голливудскую десятку» — чёрный список видных деятелей Голливуда, которым из-за их коммунистических убеждений было запрещено заниматься кинематографической деятельностью в годы маккартизма.

## Биография
Родился в канадском городке Гранд-Форкс в бедной семье украинских эмигрантов, уроженцев села Буряковка в Волынской губернии. Мать — Фаина Березовская, отец — Михаил Дмитрык, рабочий. Когда Дмитрыки осели в Сан-Франциско, Эдвард с четырнадцати лет зарабатывал на жизнь продажей газет на улицах и работой посыльным на киностудии «Парамаунт». В дальнейшем занимался подсветкой, работал редактором, монтажёром, оператором, помощником режиссёра. Высшее образование получил в Калифорнийском технологическом институте.
В 1935 году поставил свою первую киноленту — фильм «Ястреб». В последующие 8 лет снял 23 фильма. Стал гражданином США в возрасте 31 года. Прославился благодаря антифашистским фильмам «Дети Гитлера» (1943), в котором передал формирование нацистских взглядов у немецкой молодёжи, и «Перекрёстный огонь» (1947), в котором выступил против антисемитизма.
В 1944 году вступил в Коммунистическую партию США. Левые политические взгляды режиссёра нашли отображение в его отношении к кинематографу: «Фильмы, хорошие или плохие, я делаю куда больше для народа, чем для элиты. Хотя надеюсь, что я никогда не оскорбил вкуса интеллектуалов».
Политическая ангажированность послужила причиной для репрессий против Дмитрыка в ходе развязанной после Второй мировой войны маккартистской травли левых интеллектуалов. 25 ноября 1947 года руководители голливудских студий обнародовали «чёрный список» из десяти известных кинематографистов, отказавшихся давать показания Комиссии Конгресса по расследованию антиамериканской деятельности. В него, помимо Эдварда Дмитрыка, вошли сценаристы Альва Бесси, Лестер Коул, Ринг Ларднер-младший, Джон Хоуард Лоусон, Альберт Мальц, Сэмуэль Орниц, Далтон Трамбо, режиссёр и сценарист Герберт Биберман, продюсер и режиссёр Эдриан Скотт. «Голливудская десятка» была осуждена на тюремное заключение сроком до одного года. После шестимесячного заключения Дмитрык был уволен со студии как «красный» и «неблагонадёжный», так и не получив причитавшегося ему жалования.
Отчаявшись найти работу в Америке, режиссёр перебрался в Великобританию, где поставил фильм «Даждь нам днесь», посвящённый тяжёлой судьбе иммигрантов в США, — о предательстве каменщика, ставшего штрейкбрехером, чтобы получить работу. Подобно своему киногерою, надломленный разводом с женой Дмитрык, вернувшись в США 25 апреля 1951 года, всё же решил дать показания Комиссии по расследованию антиамериканской деятельности. Помимо собственного кратковременного участия в деятельности компартии в 1945 году, Эдвард Дмитрык назвал имена 26 бывших членов партии в Голливуде и показал, что Джон Хоуард Лоусон, Эдриан Скотт, Альберт Мальц и другие заставили его включить пропагандистские материалы в собственные фильмы. Показания Дмитрыка послужили основой нескольких судебных процессов и в числе прочих в чёрном списке оказался режиссёр Жюль Дассен. В результате Дмитрыку позволили снова снимать кино, однако голливудские друзья и знакомые подвергли режиссёра длительному остракизму.
Второй период творчества Дмитрыка включает 25 фильмов. Впрочем, сам режиссёр считал, что творческие силы покидают его: «Когда я умру, о мне будут вспоминать не как о режиссёре, а только как об одном из „голливудской десятки“». В 1970-х ушёл из киноиндустрии, преподавал в Техасском университете, университете Южной Калифорнии. Написал несколько книг о киноискусстве.
В фильмах Дмитрыка снимались Кирк Дуглас, Хамфри Богарт, Марлон Брандо, Кларк Гейбл, Ричард Бартон, Джейн Фонда, Брижит Бардо, Элизабет Тейлор, Шон Коннери, Грегори Пек, Энтони Куинн, Роберт Митчем.
Был женат на актрисе Джин Портер.

## Избранная фильмография
- 1941 — Признания Бостонского Блэки / Confessions of Boston Blackie
- 1941 — Секреты Одинокого волка / Secrets of the Lone Wolf
- 1942 — Контршпионаж / Counter-Espionage
- 1943 — Дети Гитлера / Hitler’s Children
- 1943 — Нежный товарищ / Tender Comrade
- 1943 — Сокол наносит ответный удар / The Falcon Strikes Back
- 1944 — Убийство, моя милая / Murder, My Sweet
- 1945 — Загнанный в угол / Cornered
- 1945 — Возвращение на Батаан / Back to Bataan
- 1947 — Перекрёстный огонь / Crossfire
- 1947 — В памяти навсегда / So Well Remembered
- 1949 — Наваждение / Obsession
- 1949 — Христос в бетоне (Даждь нам днесь) / Christ in Concrete (Give Us This Day)
- 1952 — Снайпер / The Sniper
- 1952 — Железная восьмерка / Eight Iron Men
- 1953 — Жонглёр / The Juggler
- 1954 — Бунт на «Кейне» / The Caine Mutiny
- 1954 — Сломанное копьё / Broken Lance
- 1955 — Солдат удачи / Soldier of Fortune
- 1955 — Левая рука Бога / The Left Hand of God
- 1956 — Гора / The Mountain
- 1957 — Округ Рэйнтри / Raintree County
- 1958 — Молодые львы / The Young Lions
- 1959 — Шериф Уорлока / Warlock
- 1959 — Голубой ангел / The Blue Angel
- 1962 — Прогулка по беспутному кварталу / Walk on the Wild Side
- 1964 — Воротилы / The Carpetbaggers
- 1965 — Мираж / Mirage
- 1966 — Альварес Келли / Alvarez Kelly
- 1968 — Битва за Анцио / Battle for Anzio
- 1968 — Шалако / Shalako
- 1972 — Синяя борода / Bluebeard
- 1975 — Человеческий фактор / The 'Human' Factor